# Chino Moreno
Pour les articles homonymes, voir Moreno.
 (novembre 2019).
Si vous disposez d'ouvrages ou d'articles de référence ou si vous connaissez des sites web de qualité traitant du thème abordé ici, merci de compléter l'article en donnant les références utiles à sa vérifiabilité et en les liant à la section « Notes et références ».
Camillo Wong (Chino) Moreno est un chanteur américain né le 20 juin 1973 à Sacramento, en Californie. Il est connu pour faire partie du groupe Deftones, en tant qu'interprète.

## Biographie
Chino Moreno est né d'un père mexicain et d'une mère d'origines chinoise, irlandaise, amérindienne, et mexicaine. Son surnom "Chino" (chinois en espagnol) vient du fait qu'il ait hérité des traits de sa mère.
Fan de Duran Duran, de Bad Brains et de The Cure, sa voix varie entre mélodies planantes et hurlements puissants, ce qui fait que Deftones sort du lot parmi d'autres groupes de nu metal. Son style de chant comporte des influences metal, rap et emocore.
Le deuxième album de Deftones, Around the Fur, est celui qui permet à Moreno de révéler ses talents de chanteur. Cette période est marquée par la montée en puissance du groupe, avec davantage de moyens, de plus gros concerts, des fans acharnés, un style de vie luxueux et plus ou moins déjanté pour le groupe, lié à leur signature sur Maverick Records, le label de Madonna.
Depuis l'album White Pony, Chino est également guitariste dans Deftones, et dans Team Sleep, projet parallèle dont la musique se distingue nettement de Deftones. À travers ce groupe, Chino produit une musique électronique planante se rapprochant de ses principales influences.
En 2016, il fonde le groupe Saudade avec Dr. Know (Bad Brains), Mackie Jayson (Cro-Mags), John Medeski et Chuck Doom (Team Sleep, †††).
Divorcé de Celeste Schroeder, il s'est remarié en 2012 avec Risa Mora-Moreno. Il est père de deux enfants Jakobi et Kristian.

## Albums
- Deftones - Like Linus (demo) (1993)
- Deftones - Adrenaline (1995)
- Deftones - Around the Fur (1997)
- Deftones - White Pony (2000)
- Deftones - Deftones (2003)
- Team Sleep - Team Sleep (2005)
- Deftones - B-sides and Rarities (2005)
- Deftones - Saturday Night Wrist (2006)
- Deftones - Diamond Eyes (2010)
- ††† (Crosses) - EP † (2011)
- ††† (Crosses) - EP †† (2012)
- Deftones - Koi No Yokan (2012)
- Palms - First EP (2013)
- ††† (Crosses) - (Album) (2014)
- Team Sleep - Woodstock Sessions Vol. 4 (2015)
- Deftones - Gore (2016)
- Deftones - Ohms (2020)
- Deftones - private music (2025)

## Collaborations
- Soulfly - Headup (sur l'album de Deftones Around The Fur en 1997)
- Sevendust - Bender (sur l'album de Sevendust Home en 1999)
- Soulfly - Pain (sur l'album de Soulfly Primitive en 2000)
- Soulfly - First Commandment (sur l'album de Soulfly Soulfly en 1998)
- KoRn - Wicked (sur l'album de KoRn Life Is Peachy en 1996)
- Handsome Boy Modeling School - The Hours (sur l'album de Handsome Boy Modeling School White People en 2004)
- Far - Feed the World (Do They Know It's Christmas?)
- Tinfed - Danger Girl (sur l'album de Tinfed Tied + True en 2000)
- Ill Niño - Zombie Eaters (Faith No More Cover) (sur l'album de Ill Niño The Undercover Sessions en 2006)
- Cypress Hill - (Rock) Superstar (sur l'album Skull & Bones en 2000)
- Dead Poetic - Paralytic (sur l'album de Dead Poetic Vices en 2006)
- Strife - Will To Die (sur l'album de Strife In This Defiance en 1997)
- Far - Savory (sur l'album de Far Soon en 1997)
- Maynard James Keenan - Passenger (sur l'album de Deftones White Pony en 2000)
- Hesher - Things (sur l'album de Hesher Hesher en 2001)
- Dead Poetic - Crashing Down (sur l'album de Dead Poetic Vices en 2006)
- Tommy Lee - Ashamed (sur l'album de Tommy Lee Never A Dull Moment en 2002)
- Droid - Vengeance Is Mine (sur l'album de Droid Droid en 2007)
- Rodleen Getsic - Knife Party (sur l'album de Deftones White Pony en 2000)
- DJ Crook de Team Sleep - Lucky You (sur l'album de Deftones Deftones en 2003)
- Cypress Hill - Black Moon (sur l'album de Deftones B-SIDES & RARITIES en 2005)
- Serj Tankian - Mein (sur l'album de Deftones SATURDAY NIGHT WRIST en 2006)
- Giant Drag - Pink Cellphone (sur l'album de Deftones SATURDAY NIGHT WRIST en 2006)
- Dance Gavin Dance - Caviar (sur l'album de Dance Gavin Dance DANCE GAVIN DANCE en 2008)
- Norma Jean - Surrender Your Sons (sur l'album de Norma Jean The Anti Mother en 2008)
- Whitechapel - Reprogrammed To Hate (sur l'album A New Era Of Corruption en 2010)
- Bassnectar - Hexes (de l'album Resident Evil: Retribution OST en 2012)
- Anthony Green - Right Outside (de l'album Beautiful Things en 2012)
- Lamb of God - Embers (de l'album Sturm and Drang en 2015)
- Mike Shinoda - Lift Off (de l'album Post Traumatic en 2018)
- Trippie Redd - GERONIMO (de l'album Neon Shark vs Pegasus en 2021)
- Polyphia - Bloodbath (de l'album Remember That You Will Die en 2022)

## Apparitions
Outre ceux de Deftones, on peut apercevoir Chino Moreno dans les clips vidéo suivants :
- Tha Liks - Best You Can (2001)
- Will Haven - Carpe Diem (2001)
- Sevendust - Bender (1999)
- Limp Bizkit - Counterfeit (Fat Ass Remix) (1997)

Il est également apparu dans le film The Crow, la cité des anges, sorti en 1996.